# The Room Tribute
The Room Tribute (tên khác: The Room: The Game) là một trò chơi phiêu lưu trỏ và nhấp phong cách đồ họa 16-bit phát hành vào ngày 3 tháng 9 năm 2010. Đây được coi là bản chuyển thể không chính thức từ bộ phim cult The Room ra mắt năm 2003 của Tommy Wiseau. Trò chơi do người sáng lập Newgrounds là Tom Fulp lập trình, Jeff "JohnnyUtah" Bandelin đảm nhiệm phần thiết kế đồ họa và Chris O'Neill phụ trách mảng âm nhạc.

## Lối chơi
The Room Tribute là một trò chơi phiêu lưu theo phong cách đồ họa 16-bit với giao diện trỏ và nhấp. Người chơi sẽ vào vai Johnny, một nhân viên ngân hàng thành đạt sống ở San Francisco, với cuộc sống hàng ngày của anh bao gồm đi tắm, đi làm và làm hài lòng người "vợ tương lai" Lisa. Trò chơi được chia làm nhiều cấp độ, mỗi cấp độ diễn ra trong vòng một ngày. Đến giữa ngày, Johnny sẽ được giao nhiều nhiệm vụ khác nhau, thường là tham gia vào các hoạt động như gặp gỡ bạn bè, uống cà phê, mua quần áo mới và chơi trò đuổi bắt. Khi không làm nhiệm vụ, người chơi được tùy ý di chuyển trong một khu vực nhỏ của San Francisco gồm công viên, một số cửa hàng và nhà của những người bạn Johnny là Mark và Denny. Ngoài ra còn một số nhiệm vụ phụ mà người chơi có thể tham gia khi không làm nhiệm vụ chính, chẳng hạn như đọc nhật ký của Denny hàng ngày hoặc tìm mười chiếc thìa bí ẩn, mở ra một kết thúc mở rộng cho trò chơi.

## Cốt truyện
Trò chơi có cốt truyện bám sát với các chi tiết của bộ phim: nhân viên ngân hàng tốt bụng Johnny giúp bạn bè giải quyết các vấn đề trong cuộc sống hàng ngày trong khi chuẩn bị đám cưới với Lisa. Khi phát hiện ra vợ tương lai của mình ngoại tình cùng bạn thân nhất Mark, Johnny rất tức giận và cuối cùng đã tự sát. Tuy vậy, các sự kiện trong trò chơi được hiển thị dưới góc nhìn của Johnny. Người chơi sẽ điều khiển Johnny khi anh tham gia vào các hoạt động giống trong phim, chẳng hạn như gặp gỡ người quản lý tại ngân hàng đang làm việc hay giao tay buôn ma túy Chris-R cho cảnh sát. Trò chơi cũng chứa một số tình tiết phụ trong đó cung cấp thông tin và giải quyết các tình tiết còn dang dở ở nguyên tác. Ví dụ: một cảnh trong cấp độ cuối cùng của trò chơi đã cho thấy Chris-R trốn thoát, và để trả thù những người tống giam mình, hắn đã lấy trộm xe của Johnny trong bữa tiệc và giết chết Peter bằng cách cố ý cán qua người, từ đó giải thích cho sự biến mất bí ẩn của nhân vật.
Câu chuyện bắt đầu với cảnh mở đầu, cho thấy Lisa cùng Denny đứng trước mộ của Johnny khóc, sau đó ngược trở lại hai tuần trước khi sự kiện xảy ra, một trận động đất ập đến và tách San Francisco khỏi phần còn lại của tiểu bang. Cấp độ cuối cùng của trò chơi sẽ cho phép người chơi kết nối các tình tiết lỏng lẻo chưa được giải quyết ở cuối phim, chẳng hạn như số phận của Chris-R và mối quan hệ mờ ám giữa Johnny với người quản lý ngân hàng. Kết thúc của trò chơi tiết lộ rằng Johnny trên thực tế là một người ngoài hành tinh tồn tại dưới cơ thể con người; sau khi linh hồn thoát xác, anh quay trở lại con tàu mẹ của mình, một chiếc thìa khổng lồ bên ngoài Trái Đất, than thở rằng sẽ không bao giờ có thể hiểu được cuộc sống của con người. Johnny và hai người ngoài hành tinh khác sau đó đã giả dạng giống như Tommy Wiseau khỏa thân và bắt đầu khiêu vũ.
Trong một kết thúc mở rộng, nếu thu thập đủ mười chiếc thìa xuyên suốt trò chơi, nó sẽ tập hợp lại thành một tia sáng chiếu vào Trái Đất biến hành tinh trở thành chiếc thìa khổng lồ.

## Tiếp nhận
Entertainment Weekly đã gọi The Room Tribute là "gây nghiện như scotchka!".  Trò chơi cũng nhận được đánh giá tích cực từ TIME, Wired, Destructoid, Bitmob, Infinite Lives, Westword, Game Culture, và Geeks of Doom.
Trong cuốn hồi ký The Disaster Artist xuất bản năm 2013, Greg Sestero nói rằng trong quá trình quay The Room, anh đã nảy ra ý tưởng để Mark trở thành một phó thám tử ẩn danh nhằm giải thích cho những khía cạnh khác biệt trong nhân vật của mình, nhưng bị Wiseau từ chối ngay sau đó. Sestero đã "cười sảng khoái" khi biết rằng các nhà phát triển trò chơi tạo cho Mark một cốt truyện tương tự bằng cách miêu tả anh như là một người theo chủ nghĩa khoái lạc tự ái.